# Roßmarkt (Chemnitz)

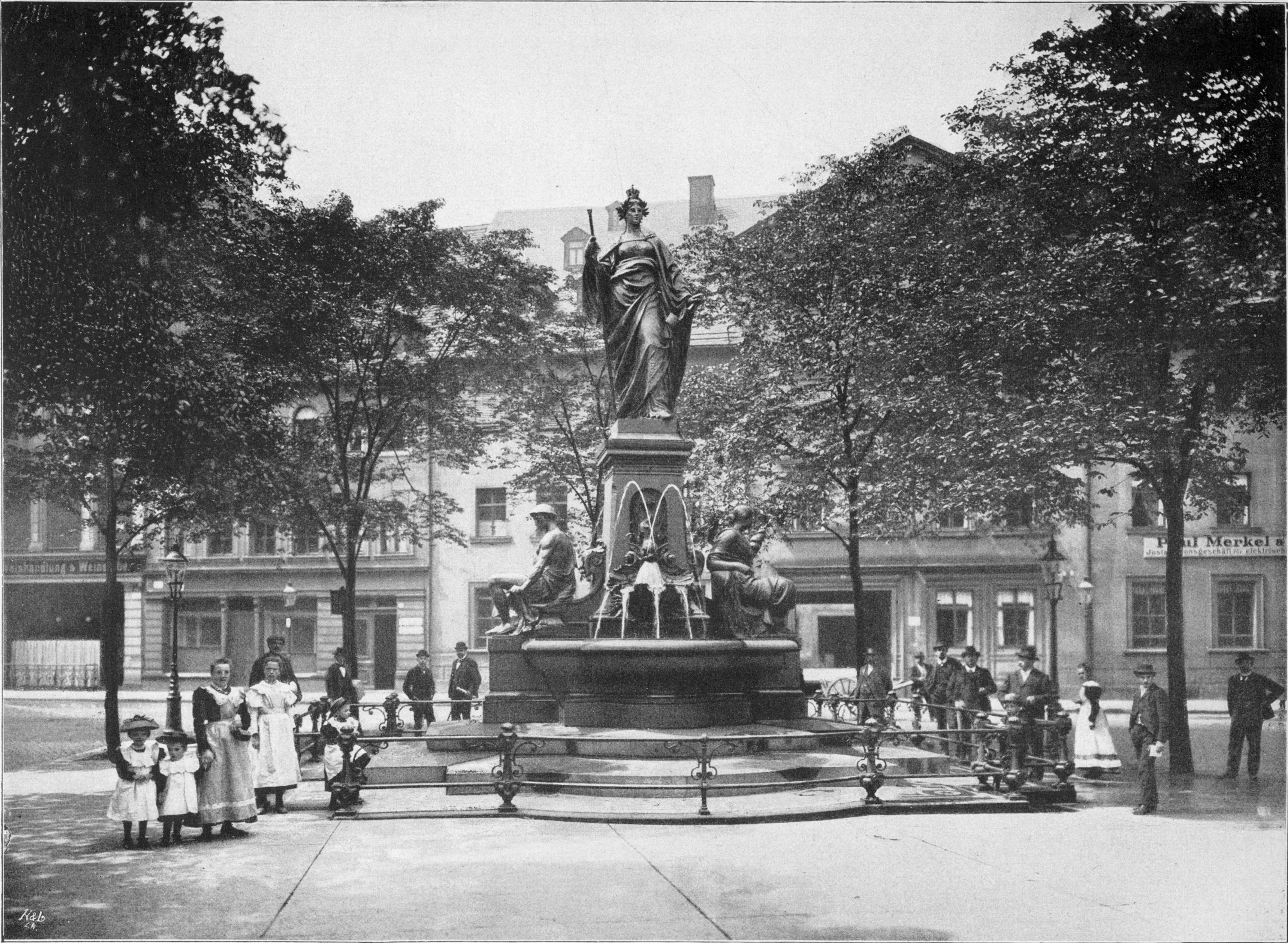
Saxoniabrunnen auf dem Roßmarkt

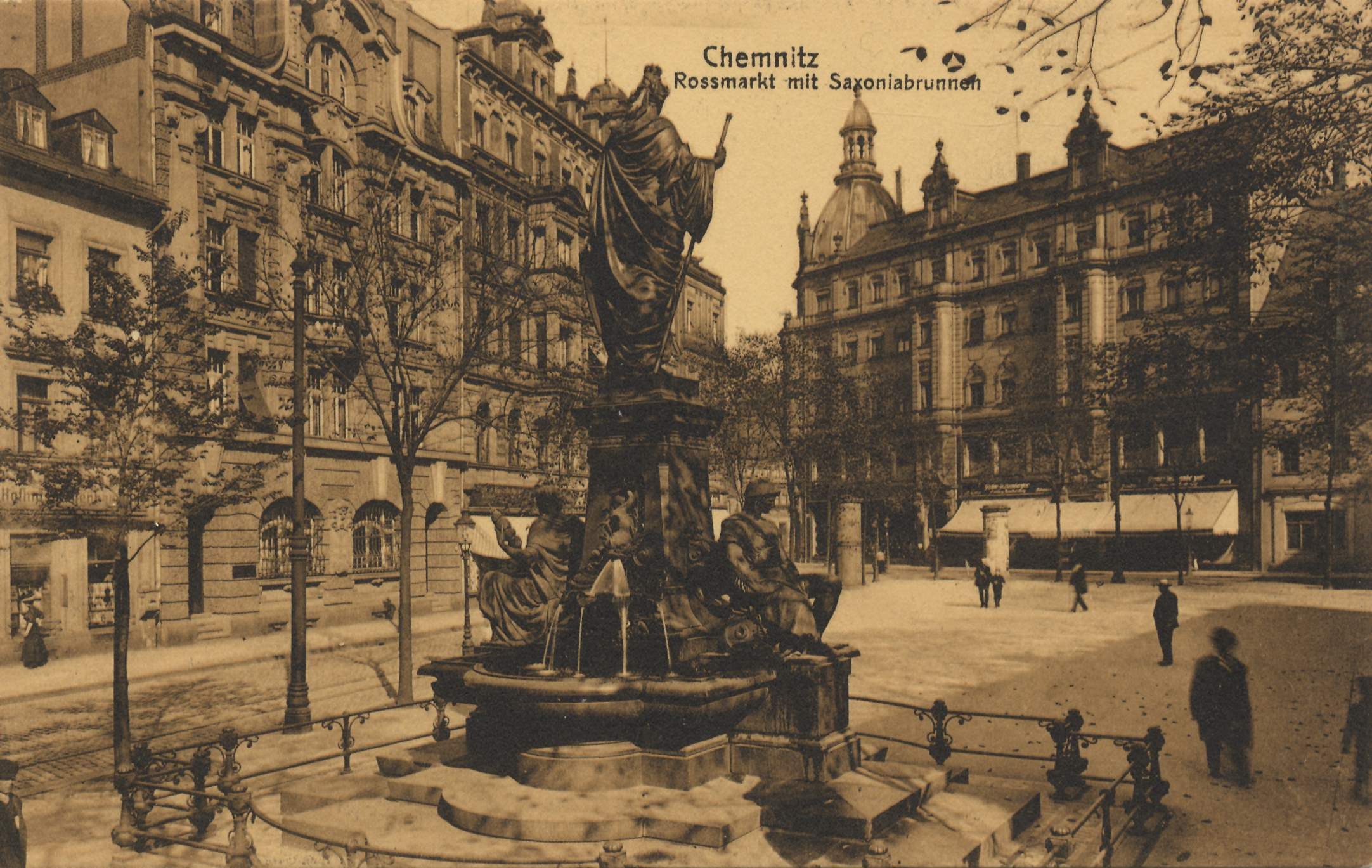
Roßmarkt mit Saxoniabrunnen

Der Roßmarkt war einer der alten Plätze in Chemnitz. Seinen Namen verdankt er dem Pferdehandel, der ursprünglich dort stattfand. Er lag zwischen dem Holzmarkt (heute Rosenhof) und dem Falkeplatz. Die Stallungen der Posthalterei befanden sich ab 1818 hier. Das Hotel de Saxe sowie das erste Chemnitzer Theater befanden sich in einem Hof an der Südostecke des Marktes. Auf dem Platz befand sich der Saxoniabrunnen.

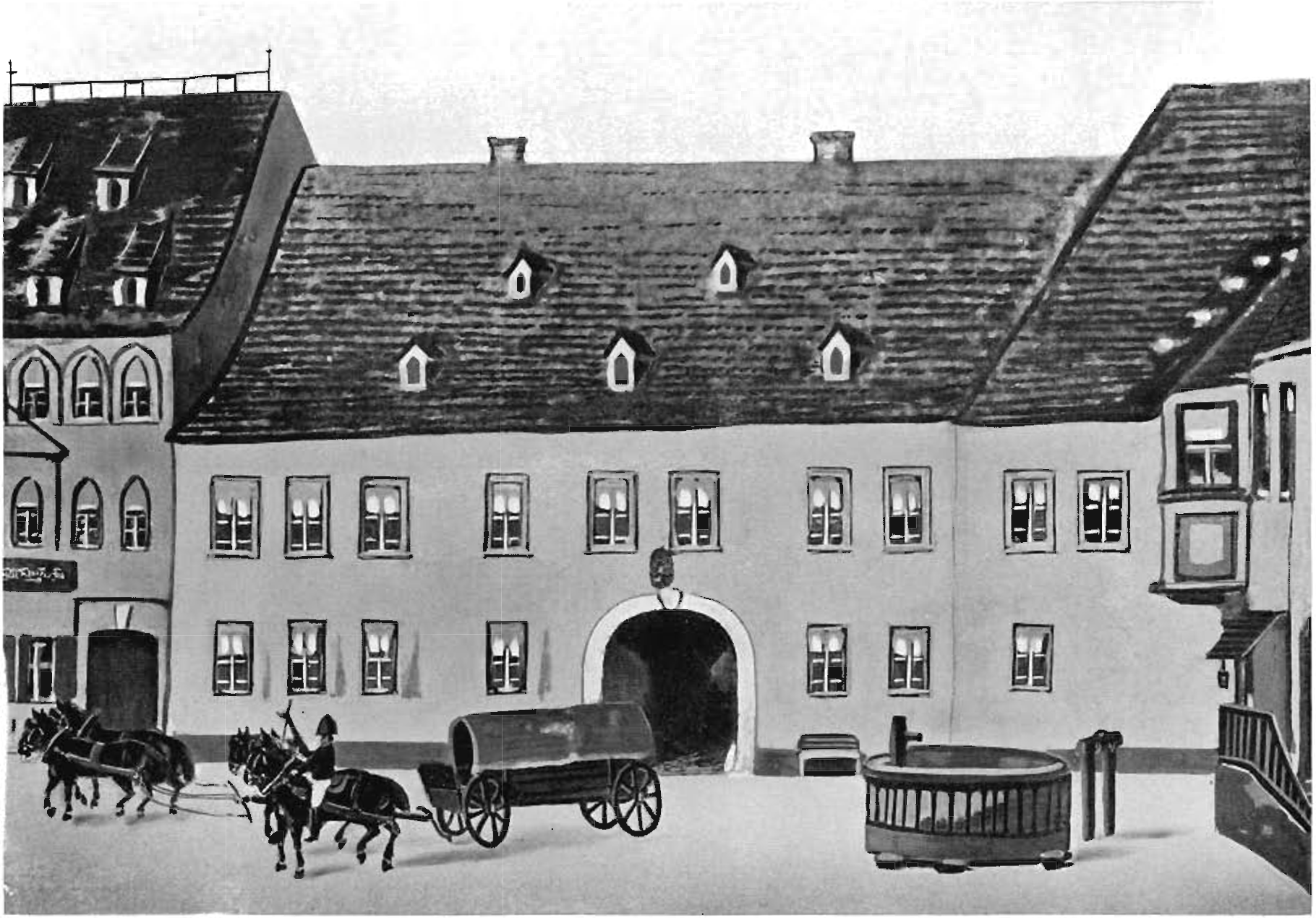
Roßmarkt 4 zum Anfang des 19. Jahrhunderts

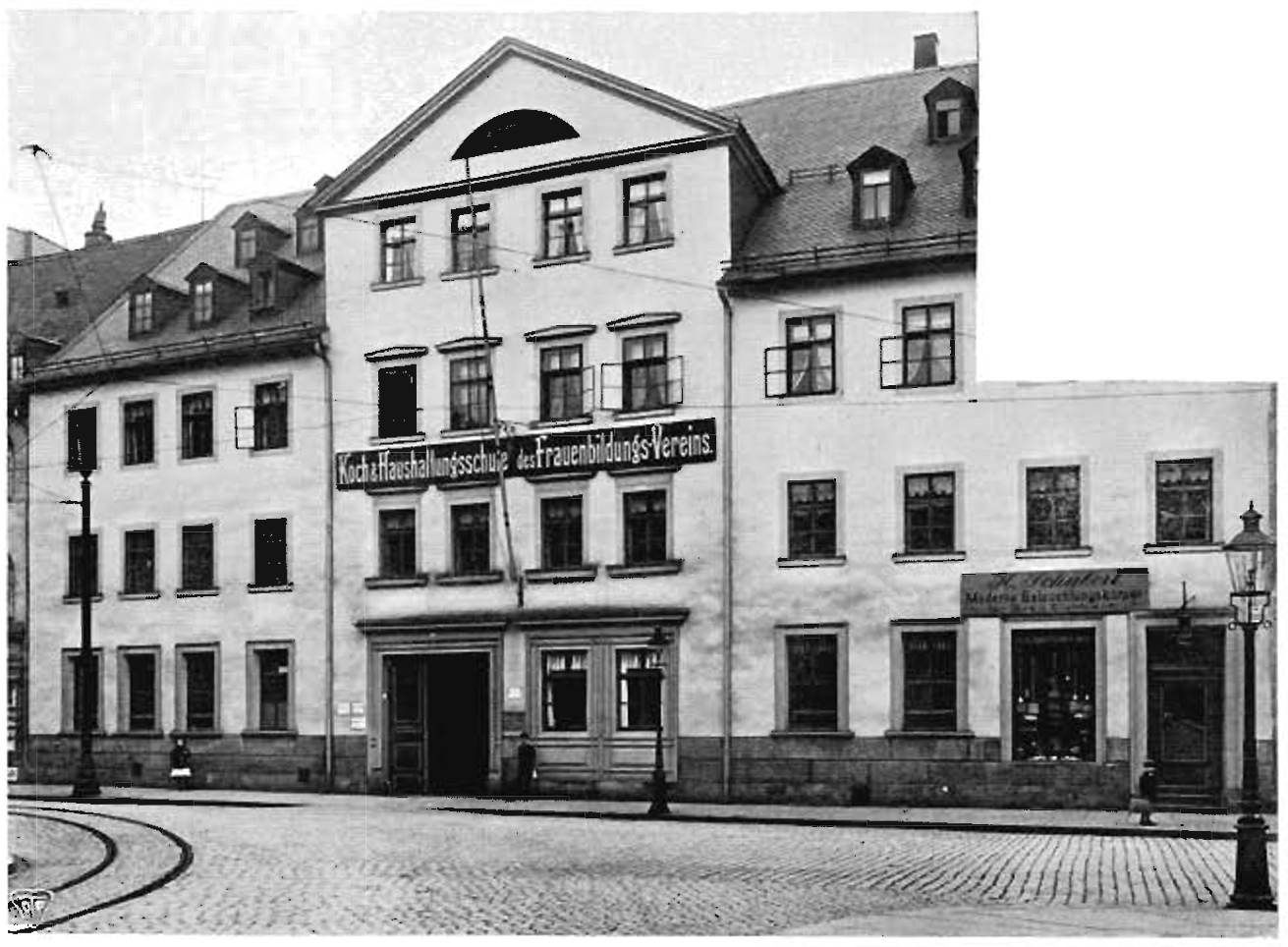
Roßmarkt 4 zum Anfang des 20. Jahrhunderts

In den 1820er Jahren erwarben die Gebrüder Clauss, welche die Baumwollspinnerei in Plaue leiteten, das Gebäude Roßmarkt Nr. 4. Das ehemals dem Hotel de Saxe zugehörige Komplex „mit seinem großen Hofe und Hintergebäude der Posthalterei“ wurde fortan als Verwaltungsgebäude sowie für den Verkauf der Garne an die Chemnitzer Strumpf- und Handschuhfabrikanten genutzt. Ebenfalls am Roßmarkt, zunächst in den Häusern 7 und 8, ab 1904 im Roßmarkt 11, befand sich die „Abteilung Kunsthandel“ der Papierhandlung Gustav Gerstenberger. Nach der Zerstörung im Zweiten Weltkrieg zog die Galerie in die Poststraße. Im Haus Roßmarkt 2 hatte der Maler Bernhard Paul Mehnert sein Atelier.